# Мошкович, Светлана Владимировна
Светла́на Влади́мировна Мошко́вич (род. 4 июня 1983) — российская велосипедистка-паралимпиец. Бронзовый призёр летних Паралимпийских игр, чемпионка мира. Заслуженный мастер спорта России по велоспорту среди спортсменов с поражением опорно-двигательного аппарата.

## Награды

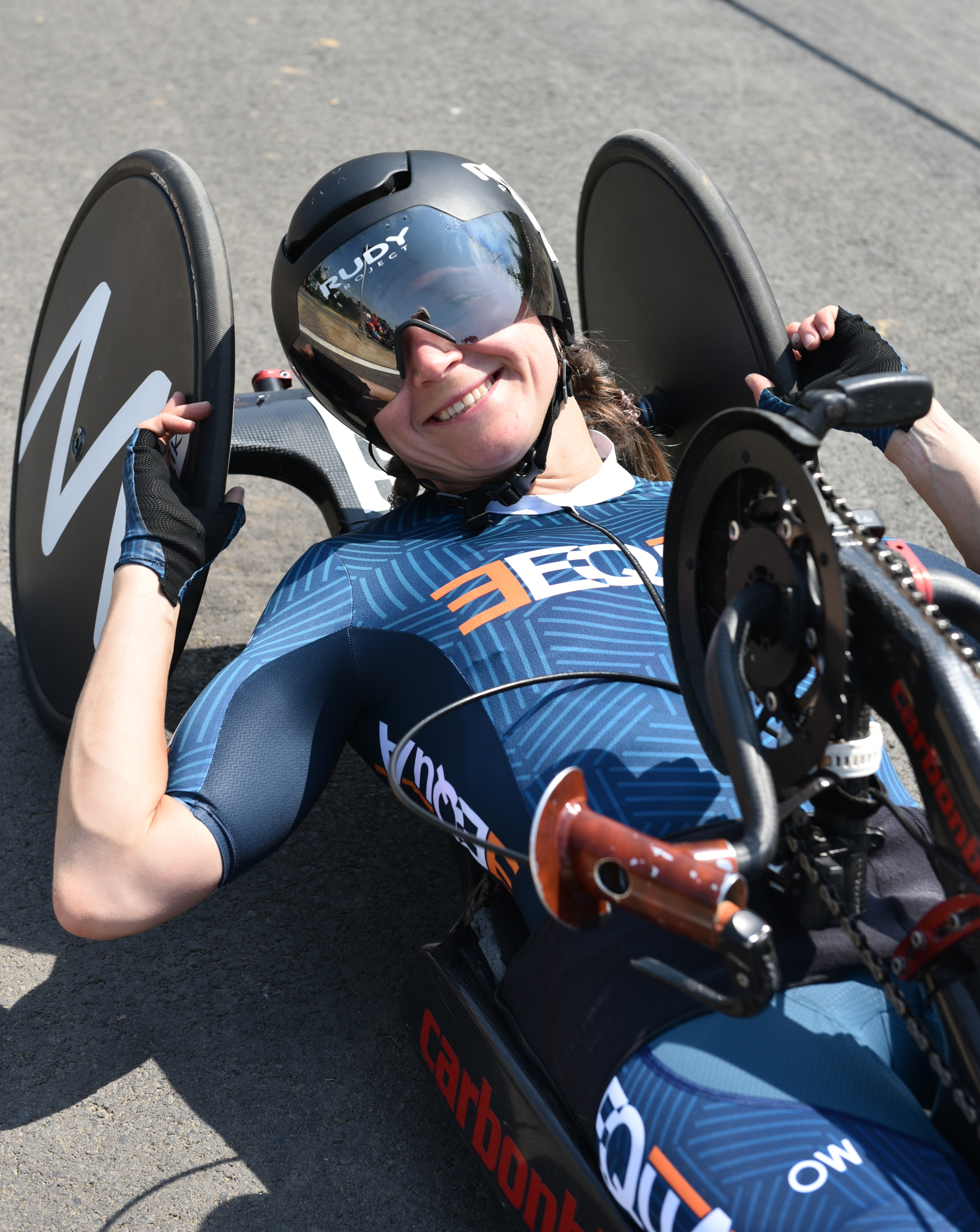

- Медаль ордена «За заслуги перед Отечеством» II степени (10 сентября 2012 года) — за большой вклад в развитие физической культуры и спорта, высокие спортивные достижения на XIV Паралимпийских летних играх 2012 года в городе Лондоне (Великобритания)[2].
- Заслуженный мастер спорта России (2012).